# ДОТ № 552/553 (КиУР)

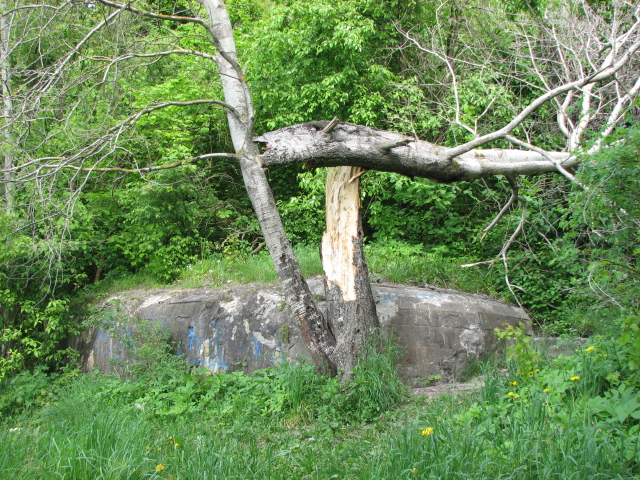
Вид на кулеметний ДОТ № 552, що входив до складу «міни» № 552/553.

50°40′43″ пн. ш. 30°18′26″ сх. д. / 50.67861° пн. ш. 30.30722° сх. д.
ДОТ № 552/553 — довготривала оборонна точка, що входила до складу першої лінії оборони Київського укріпленого району, її побудовано у 1929—1935 роках. ДОТ № 552/553 розташовано неподалік села Гута-Межигірська безпосередньо на передньому краї колишнього укріпрайону. Пам'ятка історії та науки і техніки місцевого значення.

## Конструкція та служба

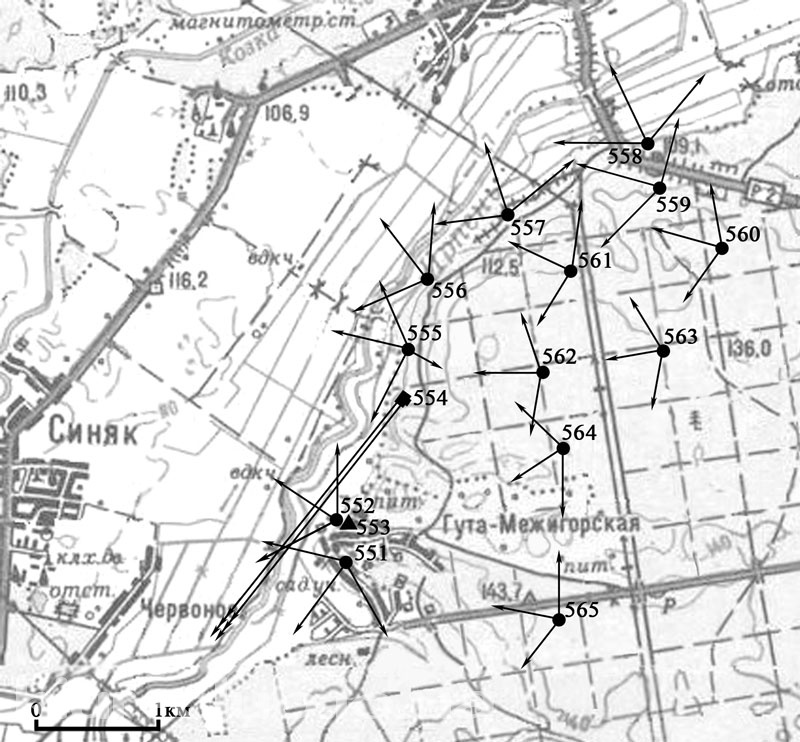
ДОТ № 552/553 у системі оборони 22-го БРО КиУР.

ДОТ № 552/553 — це так звана «мінна група» (або «міна» чи «вогнева група») — одна з чотирьох у КиУР, що складалася з одного ДОТ № 552 з трьома кулеметними амбразурами та артилерійсько-спостережного пункту № 553 (АСП), які були об'єднані між собою підземною потерною, протяжність якої становить близько 70 метрів. Кулеметний ДОТ побудовано біля берега річки Ірпінь, він контролював вогнем її заплаву, а АСП побудований на високому березі (30 — 40 метрів над рівнем води Ірпіня), забезпечував добрі умови для спостережень за місцевістю. У потерні, що об'єднувала № 552 та № 553 у єдине ціле, знаходилися підсобні приміщення для укриття особового складу стрілецьких підрозділів і розміщався склад провіанту та боєприпасів. ДОТ № 552/553 мав спеціальне протихімічне приміщення і тому відноситься до фортифікаційних споруд типу «Б». Його каземати та АСП мали клас стійкості «М1», тобто споруда могла витримати 1 влучення 203-мм гаубиці у кожну з своїх відкритих частин. Це унікальна фортифікаційна споруда, побудована за індивідуальним проектом, але мала багато недоліків та помилок при будівництві.
Ця фортифікаційна споруда брала участь у Німецько-радянській війні та організаційно входила до складу 22-го батальйонного району оборони (БРО) КиУРа, що прикривав відтинок Гута-Межигірська — Демидів. Постійний гарнізон складався із військовослужбовців 161-го окремого кулеметного батальйону КиУР та налічував 40 осіб. До 24-25 серпня 1941 року ДОТ знаходився у тилу радянських військ, фронт пролягав західніше. 26 серпня німці силами однієї посиленої роти із складу 44-ї піхотної дивізії розпочали форсування Ірпіня біля села Гута-Межигірська. Зусиллями вогневих точок КиУР та військ польового заповнення (28-ма гірськострілецька дивізія) ворога приперли щільним вогнем до берега так, що він втратив зв'язок зі своїм (західним) берегом. Лише ввечері, у темряві, німці вивели свою ударну роту назад, втративши вбитими та пораненими близько одного взводу.
Під час другого штурму КиУР, що розпочався 16 вересня 1941 року, «міна» № 552/553 мала перший бойовий контакт із супротивником з опівдня 18 вересня, коли 296-та та 71-ша піхотні дивізії німців розпочали активні дії на цій ділянці. Вдень 18 вересня війська 37-ї армії Південно-Західного фронту розпочинають за наказом відхід з КиУР та міста Київ. 
Але на відтинку Гута-Межигірська—Демидів ворог енергійно атакував. Не відомо, чи дійшов наказ про відступ до гарнізону «міни» № 552/553, або ж радянське командування свідомо залишило гарнізон прикривати відхід головних сил. 18 вересня до початку темряви німецькі штурмові групи 296-ї піхотної дивізії блокували низку ДОТ вздовж Ірпіня, у тому числі ДОТ № 552/553. Під час зачистки 19 вересня, коли основна маса 37-ї армії вже була на лівому березі Дніпра, супротивник знищив артилерійсько-спостережний пункт № 553, а кулеметний ДОТ № 552 був залишений відносно непошкодженим.

## Сьогодення
ДОТ № 552/553 знаходиться у задовільному стані, потерна напівзасипана піском та знаходиться у аварійному стані. Пам'ятка історії та науки і техніки місцевого значення.
Під час вторгнення російських військ у лютому-березні місяці 2022 року, були спроби артилерійського обстрілу кулеметного ДОТу 552, хоча він не був задіяний в сучасній обороні, видимих ушкоджень не отримав.

## Галерея

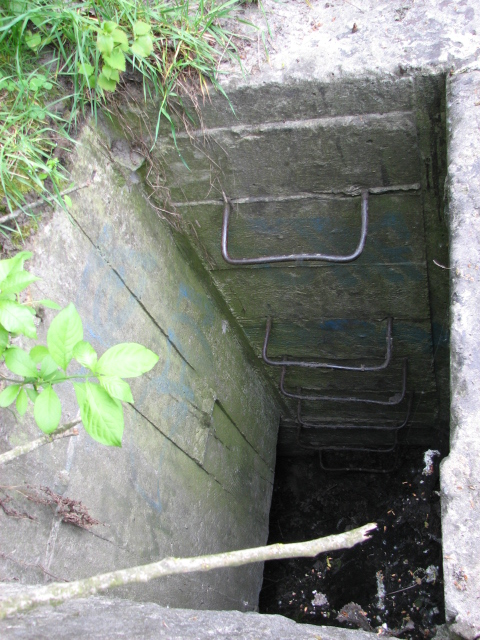
Запасний лаз до кулеметного оголовку 552.
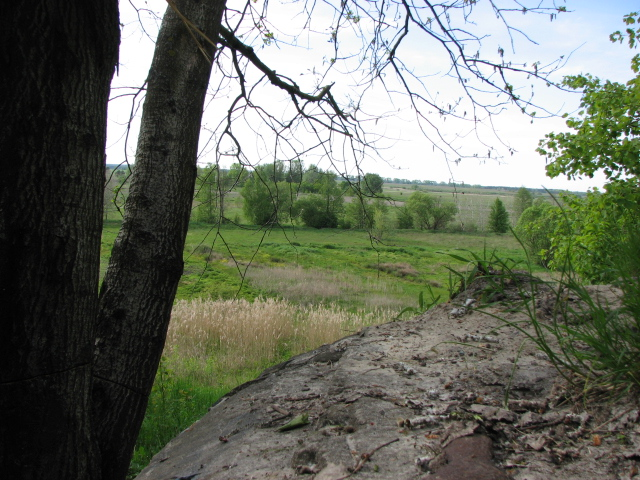
Вид на західний берег р.Ірпінь зі сторони ДОТу 552.